# Kinjiro Shimizu
Kinjiro Shimizu var en japansk fotbollsspelare.